# 人見俊広
人見 俊広（ひとみ としひろ、1942年7月21日  - ）は栃木県出身  の元プロゴルファー。

## 来歴
那須ゴルフ倶楽部から1961年に湯河原カンツリー倶楽部へ移籍し、1965年にプロテストで合格 。
関東プロに数回出場するなどしていたが、1974年にはアジアサーキットのタイランドオープンに参戦。初日は強風で多くのゴルファーがプレーできなかったが、人見はコンディションの良い日に3バーディーを出す。2日目には首位に立ち、3日目には地元のプラダ・ナガムプロムに並ばれ、最終日は3オーバー・パー75とやや低調なスコアで上がったが、雨で他のプロがスコアを崩す隙に、許渓山（ 中華民国）、ウォルター・ゴドフリー（ ニュージーランド）、イレネオ・レガスピ（ フィリピン）、ナガムプロム、ゲイロード・バローズ（ アメリカ合衆国）ら5人に1打差を付け、4日間通算3オーバー291で辛くも逃げ切った 。橘田規（1966年）、石井朝夫（1967年）に続く7年ぶり3度目の日本人制覇でプロ入り初優勝を挙げ、賞金2800ドル、日本円で約84万円を獲得 。
帰国後の東京チャリティクラシックでは36人がアンダーパーを出した初日に69をマークし、関水利晃・橘田・矢部昭・尾崎将司・安田春雄・草壁政治と並んでの8位タイでスタートした。
シニア転向後の1992年には関東プロシニアで榎本七郎と並んでの10位タイ、スポーツ振興カップで小川清二・郭吉雄（中華民国）と並んでの4位タイに入ったが、1998年の日本プロシニアを最後にシニアツアーから引退。

## 主な優勝

### 海外
- 1974年 - タイランドオープン